# Nicholas John Sinnott
Nicholas John Sinnott (ur. 6 grudnia 1870, zm. 20 lipca 1929) – amerykański prawnik i polityk związany z Partią Republikańską.
W latach 1913–1928 był przedstawicielem drugiego okręgu wyborczego w stanie Oregon w Izbie Reprezentantów Stanów Zjednoczonych.